# Danuta Niemietz
Danuta Niemietz (* 15. Dezember 1955 in Polen als Danuta Gontarska) ist eine ehemalige polnische und deutsche Volleyballspielerin.

## Karriere
Danuta Gontarska spielte bis 1981 in ihrem Heimatland in Sosnowiec bei Płomień Milowice und wurde hier mehrfach polnischer Meister. In der Polnischen Nationalmannschaft hatte sie siebzehn Einsätze. 1981 wanderte sie nach Deutschland aus und nahm nach ihrer Heirat die deutsche Staatsbürgerschaft an. Bis 1983 spielte Danuta Niemietz beim  Bundesligisten SV Lohhof, mit dem sie 1982 und 1983 Deutscher Meister und DVV-Pokalsieger wurde. Danach wechselte die Universalspielerin zum Ligakonkurrenten TG Viktoria Augsburg, wo sie 1985 Deutscher Meister, DVV-Pokalsieger und CEV-Pokalsieger wurde. Mit SG/JDZ Feuerbach gewann sie 1987 erneut den DVV-Pokal. Danach spielte sie beim Ligakonkurrenten Türk Gücü München. Danuta Niemietz spielte vielfach für die deutsche Nationalmannschaft.
Heute arbeitet Danuta Niemietz in der Fakultät für Biologie an der Ludwig-Maximilians-Universität München.